# Ed Cobb
Edward C. Cobb (25 de fevereiro de 1938 – Honolulu, Havaí 19 de setembro de 1999), mais conhecido como Ed Cobb, foi um músico, compositor e produtor musical estadunidense mais conhecido por sua participação no grupo The Four Preps.

## Carreira

### The Four Preps
Cobb foi um membro do grupo The Four Preps desde o início em 1956 até 1966, três anos antes de sua dissolução.

### Como compositor
Sua mais famosa canção foi o soul "Tainted Love" para Gloria Jones, que foi regravada pela dupla Soft Cell e se tornou uma das mais famosas músicas pop dos anos 80.

### Produção musical
Depois do fim de sua carreira como músico, Cobb começou a trabalhar como produtor musical e engenheiro de som. Ele esteve envolvido com artistas como The Standells, The Lettermen, The Chocolate Watch Band, The Piltdown Men, Fleetwood Mac, Steely Dan e Pink Floyd.
Além disso, Cobb também escreveu canções para muitos de seus artistas.

## Músicas
Cobb escreveu, ou co-escreveu  várias músicas, sendo as mais conhecidas para artistas como:
- "Barracuda" – The Standells

- "Heartbeat" – Gloria Jones, depois regravada por The Remo Four

- "Brontosaurus Stomp" – The Piltdown Men

- "Dirty Water" – The Standells

- "Every Little Bit Hurts" – Brenda Holloway, The Small Faces, Jimi Hendrix, George Clinton, The Spencer Davis Group, The Clash, The Jam, Alicia Keys

- "I'll Always Love You" – Brenda Holloway

- "No Way Out" – The Chocolate Watch Band

- "Sometimes Good Guys Don't Wear White" – The Standells, depois regravada por Minor Threat, The Outlets e The Vaccines

- "Tainted Love" – originalmente gravada por Gloria Jones em 1964 (não ficou entre as mais tocadas); Foi regravada pelo Soft Cell e relançada em 1981. Alcançou a posição #1 em 17 países e se tornou uma das mais importantes músicas pop da década de 80; depois regravada por Marilyn Manson

## Vida pessoal
Em sua vida privada, Cobb era campeão de corrida de cavalos e, por um curto período, serviu como presidente da Comissão de Corridas de Idaho.
Cobb morreu de leucemia em 19 de Setembro de 1999, em Honolulu, Havaí, aos 61 anos.